# Iphitus robertsi
Iphitus robertsi is een slakkensoort uit de familie van de Epitoniidae. De wetenschappelijke naam van de soort is voor het eerst geldig gepubliceerd in 1997 door Sabelli & Taviani.